# Friedrich-Wolf-Theater (Eisenhüttenstadt)
Das Friedrich-Wolf-Theater in Eisenhüttenstadt ist ein Bauwerk im Stil des sozialistischen Klassizismus aus dem Jahr 1955. Es entstand im Zusammenhang mit der Verbesserung des Kulturangebotes für die Arbeiter und Angestellten der Stahlwerksiedlung, die zu den ersten Bewohnern gehörten. Die Kultureinrichtung besitzt vier verschieden große Spielstätten an zwei Standorten.

## Lage
Lindenallee (bis 1991 Leninallee) 23 im Zentrum der Stadt ist die Adresse des Kulturbauwerks. Der Verkehrsweg führt auf der östlichen Seite am Haupteingang vorbei. Auf der westlichen Seite, wo sich die hinteren Bühneneingänge befinden, schließt sich der Bauernmarkt an, welcher bis zur Fritz-Heckert-Straße führt. Der Bauernmarkt wird durch die sogenannten Bandläden begrenzt, welche das Theater teilweise umschließen, ohne baulich mit selbigen verbunden zu sein. Bis zur Fertigstellung der Magistralbebauung Anfang der 1960er Jahre stand das Gebäude frei.
Dem Theater vorgelagert ist heute eine ringsumlaufende Terrasse mit siebenstufiger Freitreppe.

## Geschichte

### Vorgeschichte
Auf Empfehlung und Beschluss der staatlichen Leitung der Hochofen-Erbauer gründete sich ein kleines Kulturensemble mit Tanz- und Gesangsgruppen und trat im eigenen Werk auf. Weil dies gut angenommen wurde und sich viele Arbeiterinnen und Arbeiter des Werkes in ihrer Freizeit dem Ensemble anschlossen, wurde der Bau einer eigenen Kulturhalle notwendig. Ein Kulturdirektor wurde eingestellt. Mit den vorhandenen Materialien und nach der Grundsteinlegung im Jahr 1951 errichtete eine Kolonne Zimmerleute auf den gemauerten Fundamenten den inneren Holzpfeilerbau. So entstand ein erstes einfaches Kulturhaus, das eher einer Scheune ähnlich sah und keinen Fassadenschmuck aufwies. Die Eröffnung erfolgte am 20. Dezember 1951 mit einem großen Kulturprogramm.

### Entstehung und Bauzeit
Frühe Entwürfe des zur Planungszeit noch Kino Stalinstadt genannten Theaters stammen aus dem November 1953. Baubeginn war am 1. März 1954, der Rohbau war bereits im Juli 1954 abgeschossen. Das Richtfest fand am 20. August 1954 statt. Um die Bauarbeiten auch in der kalten Jahreszeit fortführen zu können, wurden mittels einer auf dem Bauernmarkt aufgestellten Heizlokomotive die Innenräume während des Ausbaus warm gehalten. Die Inbetriebnahme des Filmtheaters wurde ab Januar 1955 vorbereitet; die Freitreppe war im Februar 1955 fertiggestellt. Zum ersten Direktor des nun Kulturhaus „Friedrich Wolf“ genannten Theaters wurde Fred Haas berufen.
Die Einweihung des Kulturgebäudes erfolgte am 6. März 1955 mit einem Gastspiel des Deutschen Theaters mit dem Stück Viel Lärm um nichts im Beisein der Witwe Friedrich Wolfs. Es folgten bald neben den Kinovorführungen weitere Gastspiele von Theaterensembles aus Frankfurt (Oder), Cottbus und aus mehreren Ländern. So entwickelte sich die Einrichtung zu einem bedeutenden Kulturzentrum des EKO und der Einwohner. Bereits am 17. April 1955 erfolgte die erste Jugendweihe im Theater.

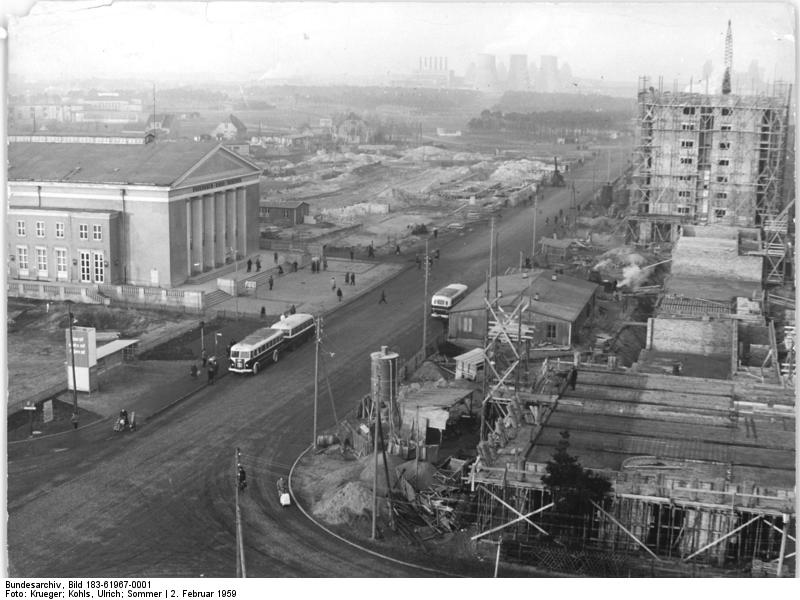
1959: Bau der Leninallee in Stalinstadt, das Theater steht noch frei
Fotograf: Ulrich Kohls, Quelle Bundesarchiv, Bild 183-61967-0001

Die Versorgung mit Warmwasser und Heizung garantierten nach der Eröffnung drei Lokomobilen, welche ein provisorisches Kesselhaus bekamen. Sie ersetzten die bis dahin genutzte Heizlok auf dem Bauernmarkt. Zum Winter 1957 erhielt das Kulturhaus Anschluss an das Fernheiznetz der Stadt durch die Inbetriebnahme des Heizkraftwerkes II.

### Spielbetrieb bis 1990
Im Jahr 1957 erhielt das Theater eine Cinemascope-Kinoanlage zur Projektion von 35 mm-Breitbildkinofilm. Bereits 1958 wurde die Anlage auf Totalvision vom VEB Carl-Zeiss-Jena umgebaut. 1963 wurde das Theater zum Kreiskulturhaus für den damaligen Kreis Eisenhüttenstadt-Land. 1972–1973 erfolgte eine umfassende Rekonstruktion der Bühnenmaschinerie mit Vergrößerung der Bühne und einer hydraulisch absenkbaren Orchesterwanne. 1980 erhielt die Einrichtung einen neuen Bildwerferraum, rekonstruiert wurden die Heizung und die Raumlufttechnik und ein moderneres Tonstudio wurde eingebaut. Im Oktober 1980 erhielt das Kollektiv die Artur-Becker-Medaille.

### Neuausrichtung und Sanierung
1990 gingen die Besucherzahlen um rund 50 % zurück, trotz doppelt so vieler Veranstaltungen. Alle 14 ehemalige Hauptpartner des Theater für den Spielbetrieb fielen zunächst weg. 2008 wurde das ehemalige Theatercafé im Flügelanbau zur kleinen Bühne umgebaut. Das Theater war ab Oktober 2006 für die Innensanierung geschlossen. Währenddessen diente die kleine Bühne und die Inselhalle auf der Insel als Spielstätten. Die Wiedereröffnung des Hauses erfolgte im Februar 2010.

### Freilichtbühne Diehloer Berge
→ Hauptartikel: Freilichtbühne (Eisenhüttenstadt)
Zum heutigen Spielstättenensemble gehört auch die Freilichtbühne in den Diehloer Bergen. Die Bühne entstand 1959–1960 als Freilichttheater Stalinstadt im Rahmen des Nationalen Aufbauwerks (NAW). Die Vorplanungen begannen bereits 1953. Die Eröffnung der Bühne erfolgte am 13. August 1960 zum 10. Jahrestag der Gründung von Werk und Stadt mit dem Massenfestspiel „Blast das Feuer an“. Eine 70-mm-Film Kinoanlage befeuerte vom Bildwerferhaus eine über 14 m breite Rollbildleinwand vom System Ostmann.

## Ausstattung
Zur Ausstattung des Kulturgebäudes gehören:
- der Große Saal mit 711 Sitzplätzen, davon 477 im Parkett und im ersten Rang, zusätzlich Stellplätze für 8 Rollstuhlfahrer[21][22]
- das Rangfoyer im Obergeschoss[23]
- die Kleine Bühne im Flügelbau für 120 Zuschauer[21]
- die Freilichtbühne in den Diehloer Bergen mit Platz für 2130 Personen und barrierefreiem Zugang[21]

## Programm
Im Lauf der Zeit wandelte sich der Charakter des Hauses zu einem städtischen Theatergebäude, in dem alle Kunstgattungen vertreten sind. In der DDR-Zeit diente es auch als Veranstaltungsort für Feste wie die Jugendweihe, den Internationalen Frauentag oder den Tag der Deutsch-Sowjetischen Freundschaft.
Nach dem Mauerfall und der deutschen Wiedervereinigung blieb das Theater erhalten. Es entstanden neue kommunale Zuständigkeiten, und die Kulturbedürfnisse änderten sich. Seit den 1990er Jahren werden im Friedrich-Wolf-Theater Theaterstücke, Tanzshows, Musicals und klassische Konzerte bis hin zu Comedy, Schlager und Volksmusik aufgeführt.
Jährlich im März findet seit 1993 die vom Theaterensemble ins Leben gerufene TanzWoche statt, ein Festival, das den künstlerischen Nachwuchs der Stadt und des Umlands sowie altbekannte Meister des Bühnentanzes zu gut besuchten Auftritten vereint. Beteiligt sind unter anderem die städtischen Ensembles Tanzensemble kuz, Tanzlust Jung und Alt e.V., Fire & Flame e.V. sowie CarMa e.V.

## Theaterleiter
- 1955–1969: Fred Haas[10]
- 1970–1975: Eckhardt Gabriss
- 1976–1979: Harald Puschmann
- 1979–1988: Werner Swenshorn
- 1988–1991: Volker Nehring
- 1991–1999: Roswitha Ramm
- 1999–2009: Isabell Dobisch-Döhmer[26]
- 2009–2011: Steffen Kaye[26]
- 2012–2020: Regina Richter-Piehl[26]
- seit 2020, März: Jens Zörner[27]

## In der Umgebung
In der Lindenallee, in Sichtweite des Theatergebäudes, wurde im Jahr 2000 eine metallene Skulptur aufgestellt, die zwei aufgerichtete konkav gebogene Metallplatten zeigt, die der Bildhauer Christian Roehl geschaffen hat. Die Skulptur aus zwei Brammen aus dem Stahlwerk entstand im Ergebnis eines Metallurgie-Pleinairs, an dem sich 15 Künstler beteiligten. Sie erhielt den Namen EnergieErfahrung.
Bis Ende der 1990er Jahre befand sich vor dem Theater die Bronzeplastik Familie des Eisenhüttenstädter Bildhauers Herbert Burschik. Die Plastik wurde an das heutige Ärztehaus am Neuzeller Landweg versetzt.

## Architektur und technische Daten
Bei dem Gebäude handelt es sich um einen 3-geschossigen massiven, vollunterkellerten Mauerwerksbau, teilweise mit Einbauten aus Stahlbeton und Bitumendachdeckung im Stil des sozialistischen Klassizismus mit sechs Säulen mit rechteckigem Querschnitt sowie einem Dreiecksgiebel. Der Entwurf ist eine Kollektivarbeit der Architekten Peter Schweizer, Walter Palloks, Hans Klein, Heinz Scharlipp und Hermann Enders auf Basis der Stadtplanung des Kollektivs um Kurt W. Leucht.
Die Fassade ist rundherum abgeputzt. Dem Farbkonzept des damaligen Stadtarchitekten Herbert Härtel für die Magistrale folgend trug das Theater lange eine rot/weiße Farbakzentierung. Seit der Hüllensanierung 2002 trägt die Fassade wieder den bauzeitlichen Salzburger Gelbton.
Der Haupteingang wird durch die mit weißer Farbe hervorgehobenen Säulen markiert. Zwischen den sechs Säulen sind jeweils eine rechteckige Tür und darüber ein hochrechteckiges Acht-Sprossenfenster eingebaut. Auf den Wandflächen zwischen den gleich großen Türen und den Fenstern befinden sich achteckige zylinderförmige Wandleuchten mit Milchglas verkleidet.
Beidseitig an den Baukörper des Theaters sind leicht zurückgesetzt symmetrisch ausgeführte flache Flügelbauten aus Glas, Stahl und Beton errichtet worden, die die bauliche Verbindung zu den Wohngebäuden herstellen. Sie beherbergen Dienstleistungseinrichtungen.

## Künstlerische Ausgestaltung
Das Kulturhaus ist reich an bauzeitlichen Kunst- und Gestaltungselementen. Die Entwürfe zum Innenausbau stammen von Hermann Enders. Er selbst bezeichnete den Bauablauf in seiner Gesamtheit als kompliziert. Die hochwertige Innenausstattung aus aufwendigen Holzvertäfelungen, Intarsien, Ornamentfriesen, Marmorböden, Lampen und die Kunstschmiedegitter mussten ohne Bauaufmaß auskommen, wurden in Werkstätten hergestellt und erst dort montiert.
An den Treppenaufgängen zum Rangfoyer befinden sich die beiden Frescosecco-Wandbilder Theater und Varieté von Walter Wichmann. Im Rangfoyer selbst sind Mosaiksäulen vom Mosaizisten Heinrich Jungebloedt. Im Foyer steht die Bronzebüste Friedrich Wolf von Will Lammert.

## Nutzung
Im Jahr 1994 fanden am Friedrich-Wolf-Theater mit seinen 17 Mitarbeitern fast 800 Filmveranstaltungen, Kabarettabende, Konzerte, Theateraufführungen und Lesungen vor mehr als 100.000 Besuchern statt. Heute verfügt das Theater nur noch über 8 Mitarbeiter inklusive Verwaltung, Technik und Leitung.
In den 2020er Jahren bieten alle vier Spielstätten entsprechend ihrer Größe und ihrer Lage abwechslungsreiche Veranstaltungen für Interessenten aller Altersgruppen.